# امپراتور اتریش

نماد امپراتوری (۱۸۶۷-۱۹۱۵)

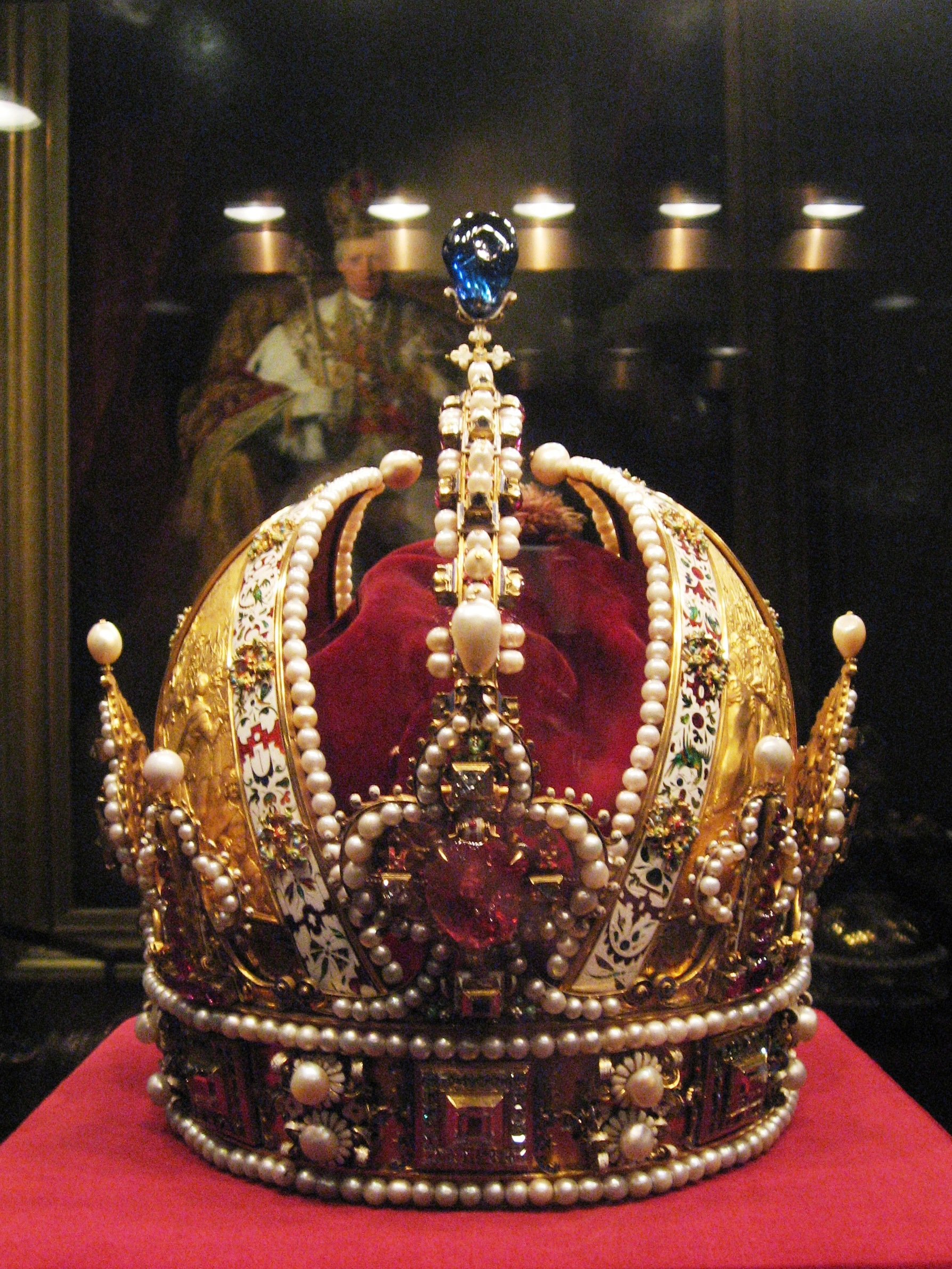
تاج امپراتوری اتریش

امپراتور اتریش (به آلمانی: Kaiser von Österreich)، (به انگلیسی: Emperor of Austria)، یک عنوان و موقعیت ارثی امپراتوری است که در سال ۱۸۰۴ توسط فرانتس دوم، امپراتور مقدس روم، یکی از اعضای خاندان هابسبورگ-لورن اعلام شد، و به طور مستمر توسط او و ورثه او تا امپراتور کارل یکم که قدرت را در سال ۱۹۱۸ واگذار کرد، ادامه یافت. از آن پس عنوان آرشیدوک‌نشین اتریش برای امپراتوران باقی ماند. همسران امپراتوران با عنوان «ملکه» خطاب می‌شدند، در حالی که سایر اعضای خانواده عنوان آرشیدوک یا دوشس بزرگ را داشتند.